# Osthessen

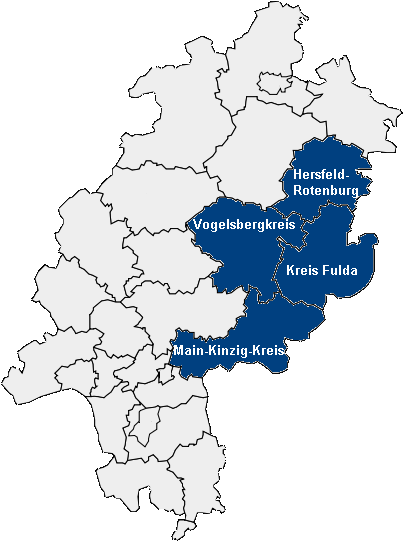
Region Osthessen

Osthessen ist eine geläufige, jedoch keine offizielle Regionsbezeichnung für den östlichen Teil des Landes Hessen sowie eine ehemalige Planungsregion. Sie entspricht etwa dem hessischen Einzugsgebiet des Oberzentrums Fulda und umfasst im Kern den Landkreis Fulda, den östlichen Teil des Vogelsbergkreises sowie die Altlandkreise Hersfeld und Schlüchtern. Eine klare Abgrenzung Osthessens zu den Regionsbezeichnungen Nordhessen, Mittelhessen und Südhessen besteht nicht. In frühen Quellen wurde eine Landschaft, die ungefähr identisch mit dem heutigen Osthessen ist, verbreitet Buchonia genannt.

## Geographie

### Administrative Abgrenzungen
Der größte Teil Osthessens gehört zum nordhessischen Regierungsbezirk Kassel (Landkreis Fulda und Altlandkreis Hersfeld). Kleinere Teile sind dem mittelhessischen Regierungsbezirk Gießen (östlicher Vogelsbergkreis) sowie dem südhessischen Regierungsbezirk Darmstadt (Altlandkreis Schlüchtern) zuzuordnen. So gibt es hier teilweise auch begriffliche bzw. geografische Überschneidungen zwischen Osthessen und den anderen Regionsbezeichnungen. Besonders im Landkreis Hersfeld-Rotenburg gehen die Meinungen auseinander, ob man sich Nord- oder Osthessen zugehörig fühlt. Das Polizeipräsidium Osthessen umfasst die Landkreise Fulda, Hersfeld-Rotenburg und Vogelsberg.

### Landschaft
Als geschlossene physische Landschaft entspricht Osthessen hauptsächlich dem Einzugsgebiet der oberen Fulda bis etwa Bad Hersfeld und, im Osten, dem kleineren hessischen Anteil dessen der Werra bis etwa Heringen, die vor allem über die beiderseits nah der Landesgrenze zu Thüringen verlaufenden Ulster gespeist wird. In dieser Interpretation bildet die Rhein-Weser-Wasserscheide nach Süden, wo sie in der Hohen Rhön entlang der Landesgrenze zu Bayern verläuft, sowie nach Südwesten (Landrücken), Westen (Vogelsberg) und Nordwesten (Knüll) eine vergleichsweise scharfe Grenze, die nicht mit kulturräumlichen Gemeinsamkeiten übereinstimmen muss. Höchster Berg der Region wie auch des Bundeslandes Hessen und der Rhön ist mit 950 m ü. NHN die Wasserkuppe.
Eingerahmt von den basaltischen Mittelgebirgen und Höhenzügen bildet die Fuldaer Senke mit dem Fuldaer Becken das landschaftliche und kulturelle Zentrum der Region, das etwas westlich der Mitte liegt. Im Norden liegt der Seulingswald als Buntsandstein-Nordabdachung der Rhön; zwischen den erwähnten Landschaften zählen überdies die Buntsandsteinlandschaften Fulda-Haune-Tafelland und Westliches Rhönvorland zu Osthessen, ferner kleine Westanteile des Salzunger Werraberglandes. Alle erwähnten Landschaften gehören zur naturräumlichen (Teil-)Großregion Osthessisches Bergland, die indes im Fulda-Werra-Bergland, von dem nur der Seulingswald als äußerster Süden die Region trifft, deutlich nach Norden über Nordhessen hinweg bis Niedersachsen reicht. Überdies zählen zur Rhön auch größere Teile Thüringens und Bayerns.
Gelegentlich wird auch die Region Bergwinkel bzw. der Altlandkreis Schlüchtern zu Osthessen gezählt. Dieser liegt südlich jenseits der Wasserscheide und entwässert über die Kinzig zum Main.

## Wirtschaft und Kultur

### Wirtschaft
Das Oberzentrum Fulda ist wirtschaftliches und kulturelles Zentrum der meist landwirtschaftlich geprägten Region. Die nächstgelegenen Oberzentren Kassel, Würzburg, Frankfurt am Main und Gießen sind ca. 100 km entfernt. Die zweitgrößte Stadt der Region, Bad Hersfeld, wird im Landesentwicklungsplan Hessen als Mittelzentrum mit Teilfunktion eines Oberzentrums eingestuft. In Fulda fand von 1972 bis 2010 im Turnus von zwei Jahren die Osthessenschau, die größte Konsumgütermesse der Region, statt. Als hessische Region profiliert sich Osthessen in der Touristik unter anderem auch durch seine landschaftlichen Alleinstellungsmerkmale wie dem UNESCO-Biosphärenreservat Rhön.

### Dialektraum
Mit Osthessen wird ein eigenständiger Dialektraum im Fuldaer Land und in der Rhön (Rhöner Platt) bezeichnet. Das Sprachgebiet reicht im Süden bis Schlüchtern, im Westen in den Vogelsberg bis nach Lauterbach, im Norden bis Bad Hersfeld und im Osten bis Geisa (Thüringen). Im Norden grenzt es an das Niederhessische, im Westen an das Mittelhessische, im Osten an das Thüringische, im Südosten an das Ostfränkische und im Südwesten an das Rheinfränkische. Nach Wiesinger umfasst der Dialektraum Osthessen den Fuldaraum von der Rhön bis Bad Hersfeld.

### Medien
Die größte regionale Tageszeitung für die Region Osthessen ist die Fuldaer Zeitung mit ihren Kopfblättern Kinzigtal-Nachrichten, Hünfelder Zeitung und Schlitzer Bote. In Bad Hersfeld erscheint die durch die Hessische/Niedersächsische Allgemeine verlegte Hersfelder Zeitung. Der Hessische Rundfunk (hr) betreibt in Fulda das Studio Fulda; dort werden Beiträge aus Nord- und Osthessen für den Hörfunksender hr4 und weitere hr-Programme produziert. Hit Radio FFH betreibt ein Regionalstudio im Verlagsgebäude der Fuldaer Zeitung. Ebenso befindet sich in Fulda der Hauptsitz des Medienkontors Fulda, das seit 2001 im Internet das regionale Nachrichtenportal Osthessen News betreibt.